# Louis Lamarque
Pour les articles homonymes, voir Lamarque.
Louis Lamarque est un artiste peintre et graveur (lithographe et buriniste) français né le 2 juin 1912 à Aiguillon (Lot-et-Garonne), mort le 19 janvier 1991 à Agen.

## Biographie
Louis Lamarque naît à Aiguillon le 2 juin 1912. C'est parallèlement à une carrière d'enseignant et de directeur d'école à Aiguillon qu'il poursuit ses activités de peintre et de graveur.
Ses toiles et ses lithographies, outre des natures mortes, énoncent des villégiatures en Normandie (Honfleur), en Bretagne (Auray, Port-Navalo), à La Rochelle, à Saint-Jean-de-Luz, sur les rives de la Garonne et du Gers, en Camargue (Saintes-Maries-de-la-Mer), à Venise.
Mort en janvier 1991, Louis Lamarque est inhumé à Aiguillon où le centre d'animation municipale porte aujourd'hui son nom.

## Contributions bibliophiliques
- L'abolition de l'esclavage de Guy Fau; suivi de Atar-Gull d'Eugène Sue, préface d'Aimé Césaire, gravures originales dans le texte par Louis Lamarque, collection « L'humanité en marche », Éditions du Burin, 1972.

## Expositions

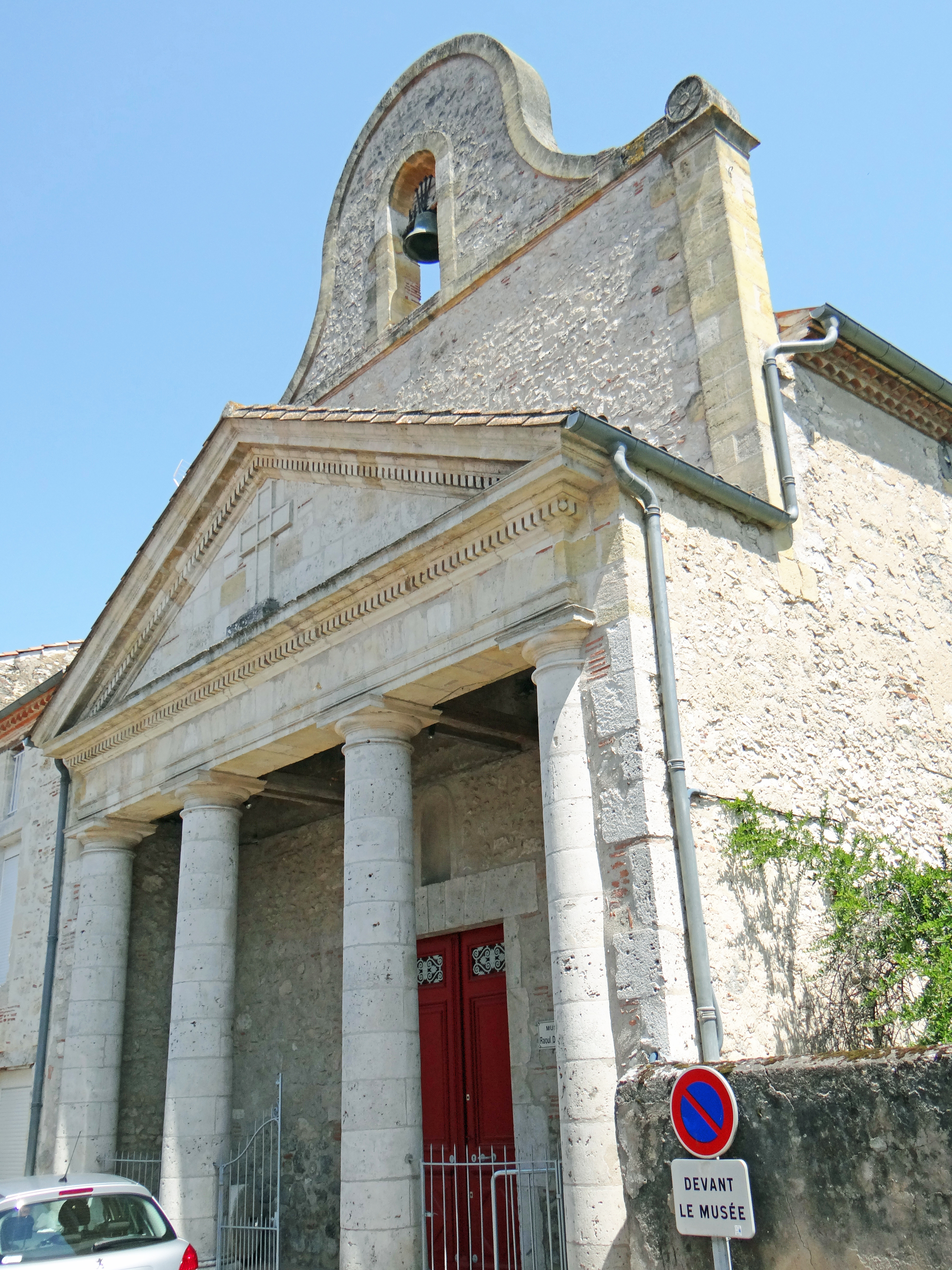
Musée Raoul-Dastrac, Aiguillon

### Expositions personnelles
- Galerie de Paris, Paris, 1960[4].

### Expositions collectives
- Un siècle de peinture - Le Lot-et-Garonne en toile de fond, Musée Raoul-Dastrac, Aiguillon, février 2000[5].
- Hommage aux peintres aiguillonnais : Fernand Sabatté, Raoul Dastrac, Louis Lamarque, Musée Raoul-Dastrac, Aiguillon, juin-juillet 2007[6].

## Réception critique
- « Lamarque s'attache particulièrement à la dissolution de l'objet ou du paysage dans la lumière, ce qui le situe à mi-chemin de l'impressionnisme de Monet et de la non-figuration contemporaine. C'est une peinture presque monochrome avec ses beiges à la dominante, ses verts, ses bleus ; fort équilibrée, pondérée, elle révèle aussi que Lamarque aime la matière rude et dépouillée. » - Henry Galy-Carles[4]
- « Il utilise une matière généreuse pour brosser les paysages où l'accent semble être surtout mis sur la traduction de la lumière. » - Dictionnaire Bénézit[7]

## Collections publiques
- Musée Raoul-Dastrac, Aiguillon.
- Mairie d'Aiguillon.
- Département des estampes et de la photographie de la Bibliothèque nationale de France, Paris.